# Ryūji Saikachi
Ryūji Saikachi (槐 柳二, Saikachi Ryūji), né le 27 mars 1928 à Tōkyō et mort le 29 septembre 2017, est un seiyū. Il a étudié à l'Université Waseda.

## Filmographie
- Dragon Ball Z : Dai-Kaiô

### Animation
- 3x3 Eyes : Tinzin
- Rêves d'androïde : Sawadust
- Ai no Wakakusa Monogatari 2 : Silas
- Anne of Green Gables : Matthew Cuthbert
- Dragon Ball Z : Dai-Kaiô
- Go Go Kamen Rider : Kumo-Otoko
- Harmagedon : Yogin
- Inu-Yasha : Taigokumaru
- Kamen Rider : Kumo-Otoko (épisodes 1 et 13)
- Maison Ikkoku : Kyoko Otonashi's father-in-law
- Le Roi lion : Rafiki
- Sakura Wars : Kentaro Iwai
- Tensai Bakabon (ja) : Rerere no Ojisan
- Les Ailes d'Honnéamise : Prof. Ronta
- Wakakusa Monogatari Nan to Jou Sensei : Silas
- Yusei Kamen : Professor Imon
- Yū Yū Hakusho : Dr ichigaki
- Le Château dans le ciel : Pépère

### Jeux vidéo
- Kingdom Hearts 2 : Rafiki